# Гаджиев, Аллахкули Намаз оглы
Аллахкули Намаз оглы Гаджиев (азерб. Allahqulu Namaz oğlu Hacıyev; 1899, Джеватский уезд — 1985, Ждановский район) — советский азербайджанский животновод, Герой Социалистического Труда (1948).

## Биография
Родился в 1899 году в селе Таталылар Джеватского уезда Бакинской губернии (ныне — в Бейлаганском районе Азербайджана).
С 1932 года чабан, заведующий фермой, старший чабан колхоза «Новая жизнь» (бывший имени Кагановича) Ждановского района. В 1947 году получил от 1220 грубошерстных овцематок 1524 ягненка, при среднем весе ягнят к отбивке 41,8 килограмма.
С 1966 года пенсионер союзного значения.
Указом Президиума Верховного Совета СССР от 17 августа 1948 года за получение в 1947 году высокой продуктивности животноводства Гаджиеву Аллахкули Намаз оглы присвоено звание Героя Социалистического Труда с вручением ордена Ленина и золотой медали «Серп и Молот».
Активно участвовал в общественной жизни Азербайджана. Член КПСС с 1951 года.
Скончался в 1985 году в родном селе.